# Thảm sát Bình Hòa
Vụ thảm sát Bình Hoà diễn ra trong Chiến tranh Việt Nam, do quân đội Hàn Quốc thực hiện vào các ngày 3, 5, 6 tháng 12 năm 1966 tại 5 địa điểm: buồng đất nhà ông Trắp, hố bom Truông Đình, Dốc Rừng, Đồng Chồi Giữa, đám ruộng giếng xóm Cầu, xã Bình Hòa, huyện Bình Sơn, Quảng Ngãi.
Nhằm trả đũa du kích Mặt trận Dân tộc giải phóng miền Nam được người dân địa phương che chở, lính Hàn Quốc đã thực hiện một cuộc càn quét. Trong vụ thảm sát này, lính Hàn Quốc đã giết hại 430 người, trong đó có 269 phụ nữ (có 12 phụ nữ bị cưỡng hiếp đến chết), 104 người già, 174 trẻ em, 3 gia đình bị giết sạch không còn một ai.
Năm 1990, chính quyền và nhân dân địa phương đã xây dựng 1 tấm bia tưởng niệm tại hố bom Truông Đình cao 2m, rộng 3m ghi lại tội ác này. Tháng 5 năm 1991, di tích vụ thảm sát Bình Hòa được Bộ văn hóa Việt Nam xếp hạng và cấp bằng di tích quốc gia theo quyết định số 866 VH/QĐ ngày 20/05/1991. Hiện nay đã xây dựng nhà bia tưởng niệm các nạn nhân và tôn tạo các di tích.

## Thông tin thêm
Bình Hòa là một xã ven biển thuộc địa bàn khu kinh tế Dung Quất, huyện Bình Sơn, tỉnh Quảng Ngãi, Việt Nam. Đây là nơi đã xảy ra cuộc hành quân Ánh sáng sao, một phần của trong chiến tranh cục bộ do Mỹ thực hiện năm 1965.